# برج الأميرة
برج الأميرة (برنسس تاور)، هو برج سكني وناطحة سحاب يقع في منطقة المارينا في دبي، الإمارات العربية المتحدة، يتكون البرج من 101 طابقًا بارتفاع 413.4 مترًا (1356 قدمًا). اعتبارًا من سبتمبر 2022، أصبح برج الأميرة ثالث أطول مبنى في دبي، بعد برج خليفة ومارينا 101، واحتل المرتبة 36 في قائمة أطول المباني في العالم. كان برج الأميرة أطول مبنى سكني في العالم من عام 2012 إلى عام 2015، عندما تجاوزه برج 432 بارك أفينيو في مدينة نيويورك. نفذت هندسة البرج من قبل سيد ماجد هاشمي بصفته كبير المهندسين الإنشائيين ونائب المدير محمد علي العجيلي.
يضم البرج 763 وحدة، و957 موقف سيارات تحت الأرض (موزعة على ستة طوابق)، وثمانية منافذ بيع بالتجزئة. تم الانتهاء من المبنى وتسليمه من قبل شركة تعمير القابضة في سبتمبر 2012. ويتكون المشروع من 107 طوابق ويتضمن طوابق سفلية وطابق أرضي و100 طابق فوق سطح الأرض.
يتميز المشروع أيضًا بمسبح داخلي ومسبح خارجي وصالة للألعاب الرياضية تعمل بكامل طاقتها وساونا وغرفة بخار واستوديو للتمارين الرياضية وغرف ألعاب متعددة ومنطقة لعب للأطفال وقاعة احتفالات ومنصة مراقبة في الطابق 97 مع خدمة الواي فاي.

## مراحل عملية بناء البرج

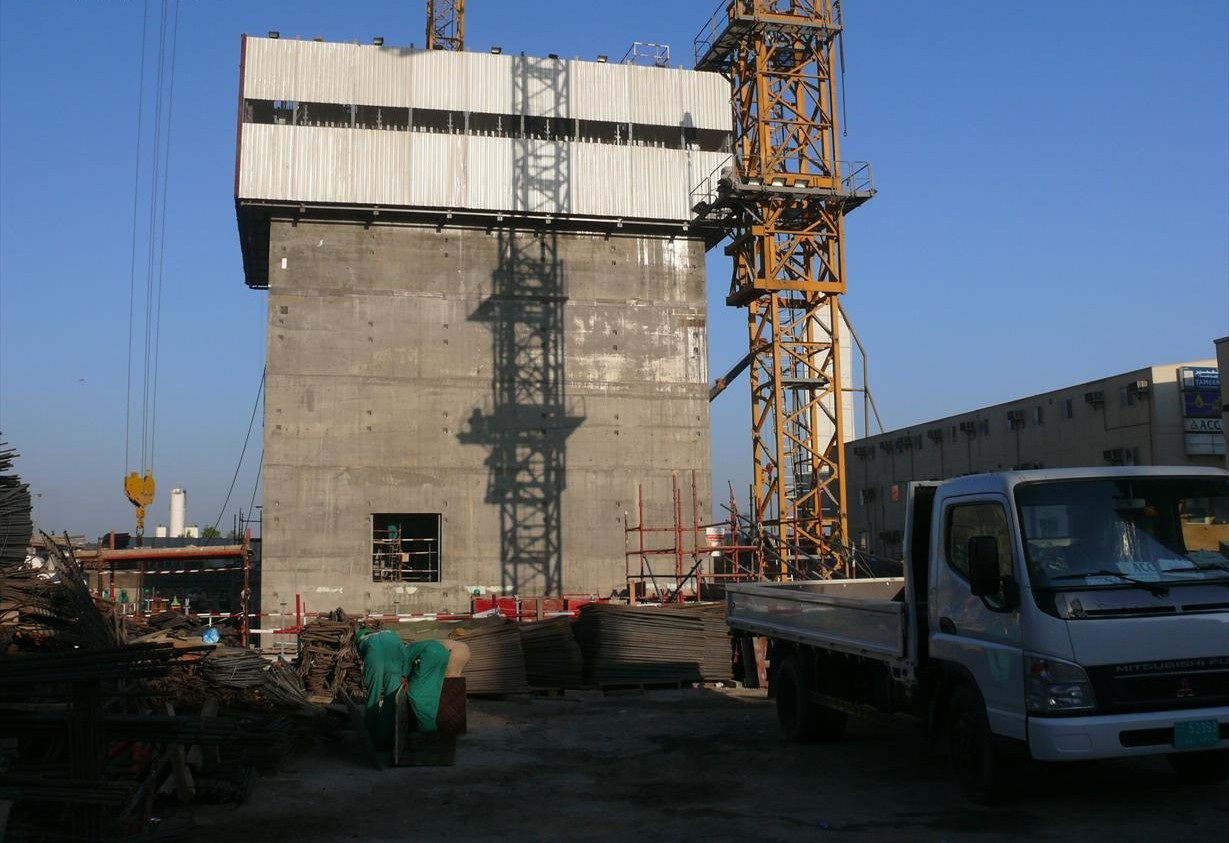
9 نوفمبر 2007
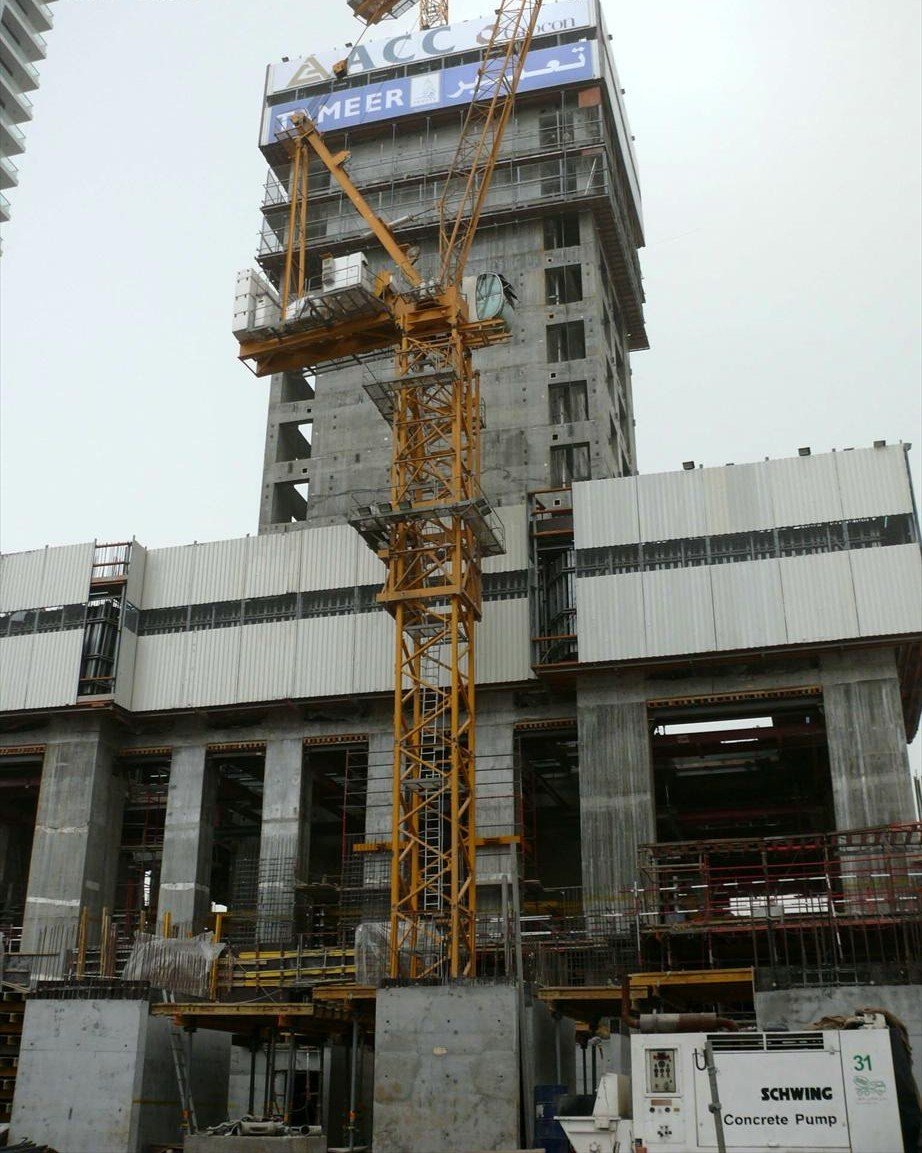
1 فبراير 2008
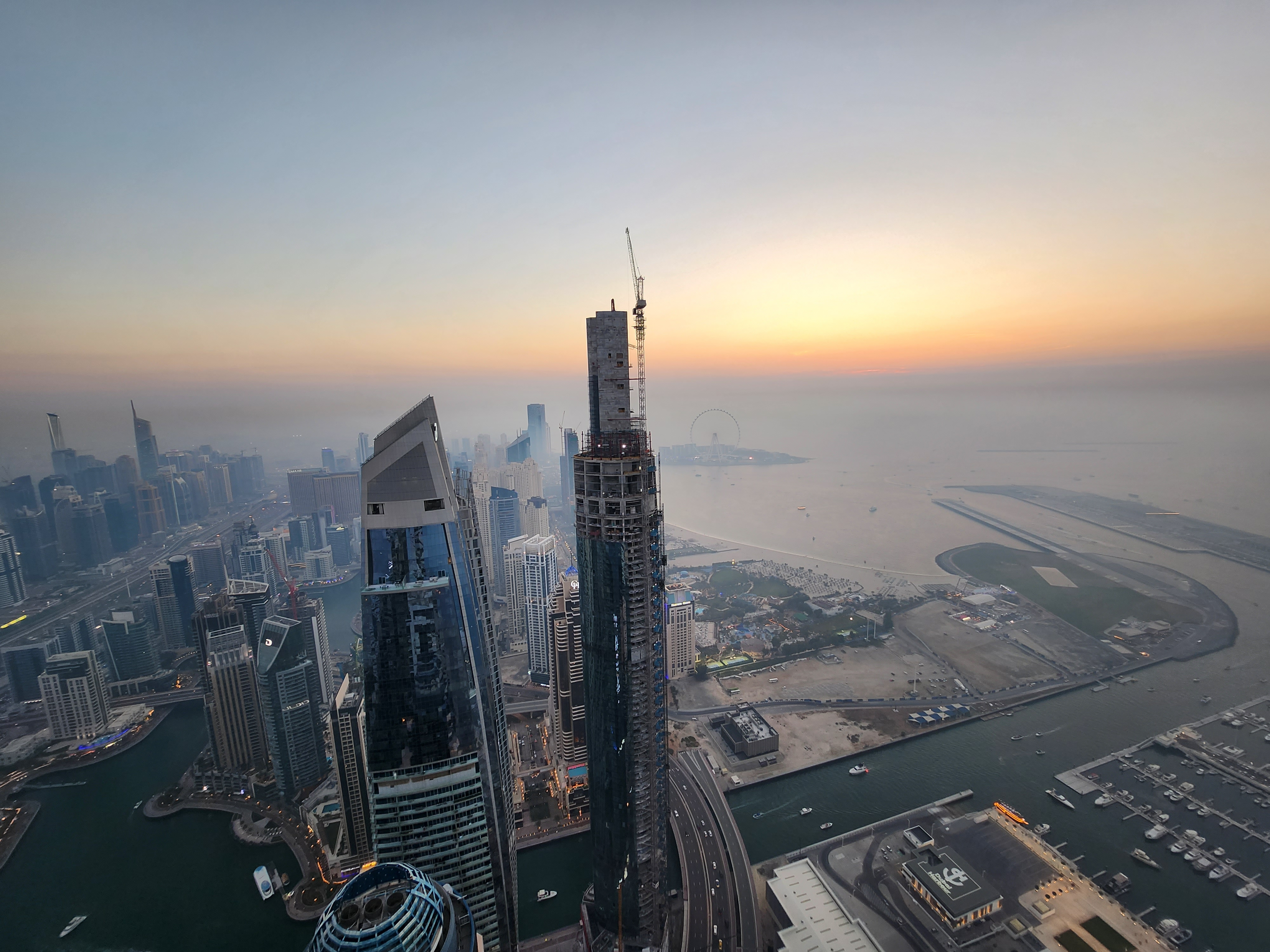